# Даніїл Дольський
Даніїл Дольський (Даніелюс Дольскіс, їд. דניאל דאלסקי, лит. Danielius Dolskis, справжнє прізвище — Бройдес; нар. 13 квітня 1890, Вільнюс — пом. 3 грудня 1931, Каунас) — російський, німецький і литовський шансоньє, співак, актор, режисер, журналіст, письменник. Піонер литовської естради. Член Санкт-Петербурзького Союзу драматичних письменників і композиторів. У радянські часи його платівки заборонили до ввезення в СРСР і понад півстоліття ім'я замовчувалося.

## Біографія
Даніїл Бройдес народився 13 квітня 1890 у Вільнюсі в сім'ї віленського єврейського комерсанта Михайла Бродеса. Даніїл вивчав правову справу у Санкт-Петербурзькому університеті, а потім навчався у приватній акторській школі. Був поліглотом і крім російської мови досконало говорив на івриті, латині, сербській, литовській, французькій, німецькі, іспанській, італійській та інших мовах.
З 1911 року дебютував на естраді Санкт-Петербурга як Даніїл Дольський. Жив за адресою Санкт-Петербург, вул. Іванівська, 13, потім на перехресті Чернишова, 20 (нині вул. Ломоносова), а згодом на вул. Миколаївська, 16 (нині вул. Марато). Виступав у Санкт-Петербурзькому ресторані «Вілла Роде». Виступав у Театрі-кабаре «Палас». У рекламних виданнях того часу, коли йому було лише двадцять років він уже описується як улюбленець публіки в Санкт-Петербурзі та Москві. Амплуа містило театральні оперети, гуморески, пародії тогочасних громадських діячів. У тому ж році давав багато концертів у Москві, Одесі, Києві.
Після Жовтневої революції він подорожував Європою, переїхав до Риги та співав з оркестром Оскара Строка, а також гастролював за кордоном. У 1917 році з 20 липня до 10 серпня показував свою гумористичну програму у Ризькому інтимному театрі, у 1918 році грав в Одесі, 4 вересня 1919 року виступав в Гротескному театрі в Харкові з комедією «Дамська балаканина».
У квітні 1922 року гастролював у театрі Максим у Софії. У пресі тих років писали, що він «не досягав дешевого успіху у своїй програмі, він культурний художник, який старанно працював над кожним випуском своєї великої вистави».
У 1923 році приїхав до Берліна, де виступав на різних заходах, в ресторанах, на вечірках і в опереті, спробував свої сили в ролі театрального режисера. З кінця 1923 року Дольський працював артистом Російського театрально-музичного залу в Белграді та представляв програму сербською мовою. У 1925 році повернувся до Берліна.
9 квітня 1926 року у Берліні відбувся благодійний вечір з нагоди 15-річного ювілею Даніїла Дольського на сцені. На заході він виступив у головній ролі в опереті «Король веселиться». Того ж місяця він знову відвідав Ригу, де показав свою програму з 27 квітня до 2 червня на Ризькому кінофорумі (перетин вулиць Сколас та Елісабетес). 7 жовтня 1926 року виступив у Штутгарті з виставою «Навколо світу», зробленою за своєю постановкою, а потім виступав у готелі «Majestic» у Парижі.

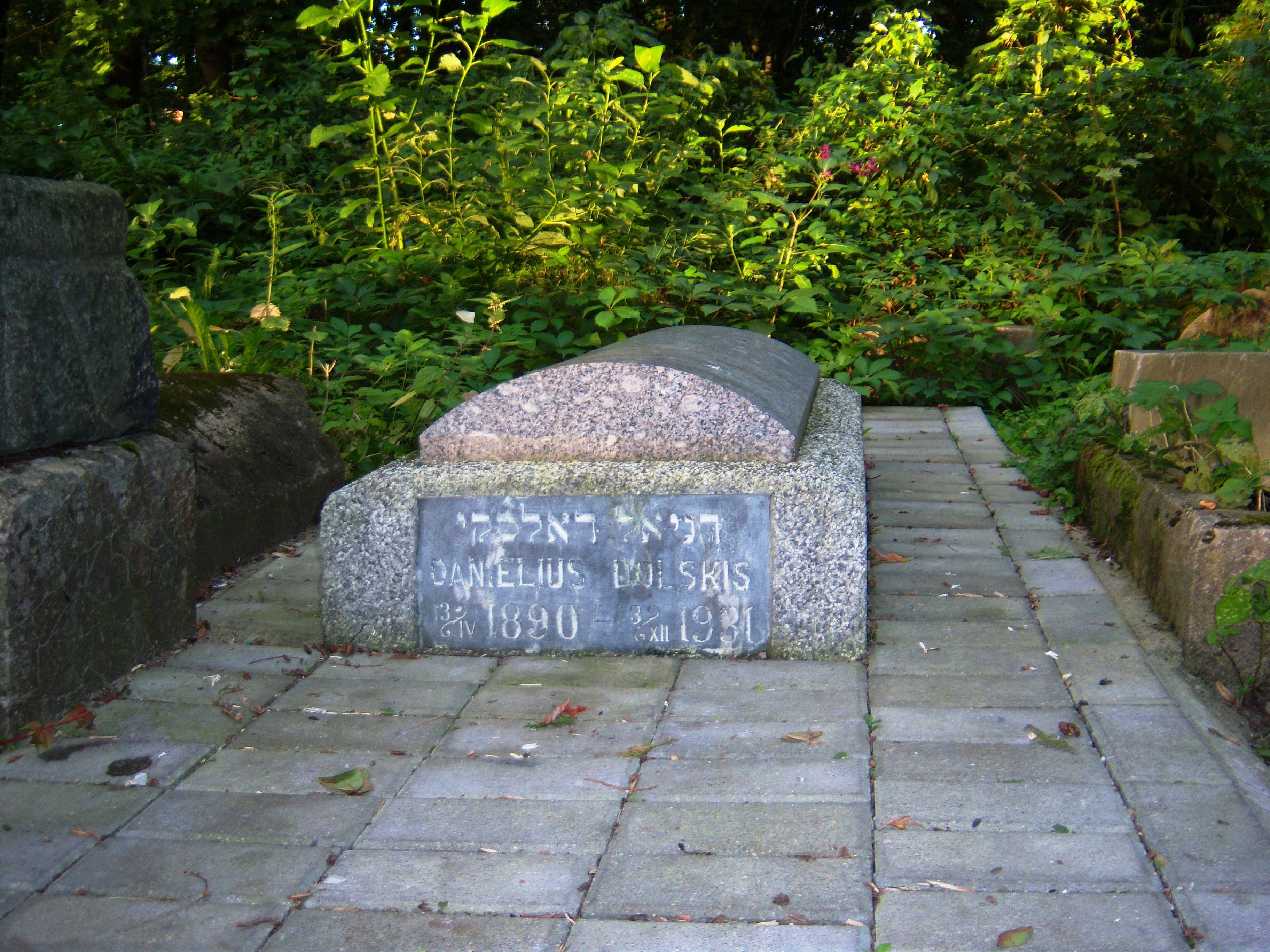
Могила Д. Дольскіса на єврейському цвинтарі Жалякальніса у Каунасі

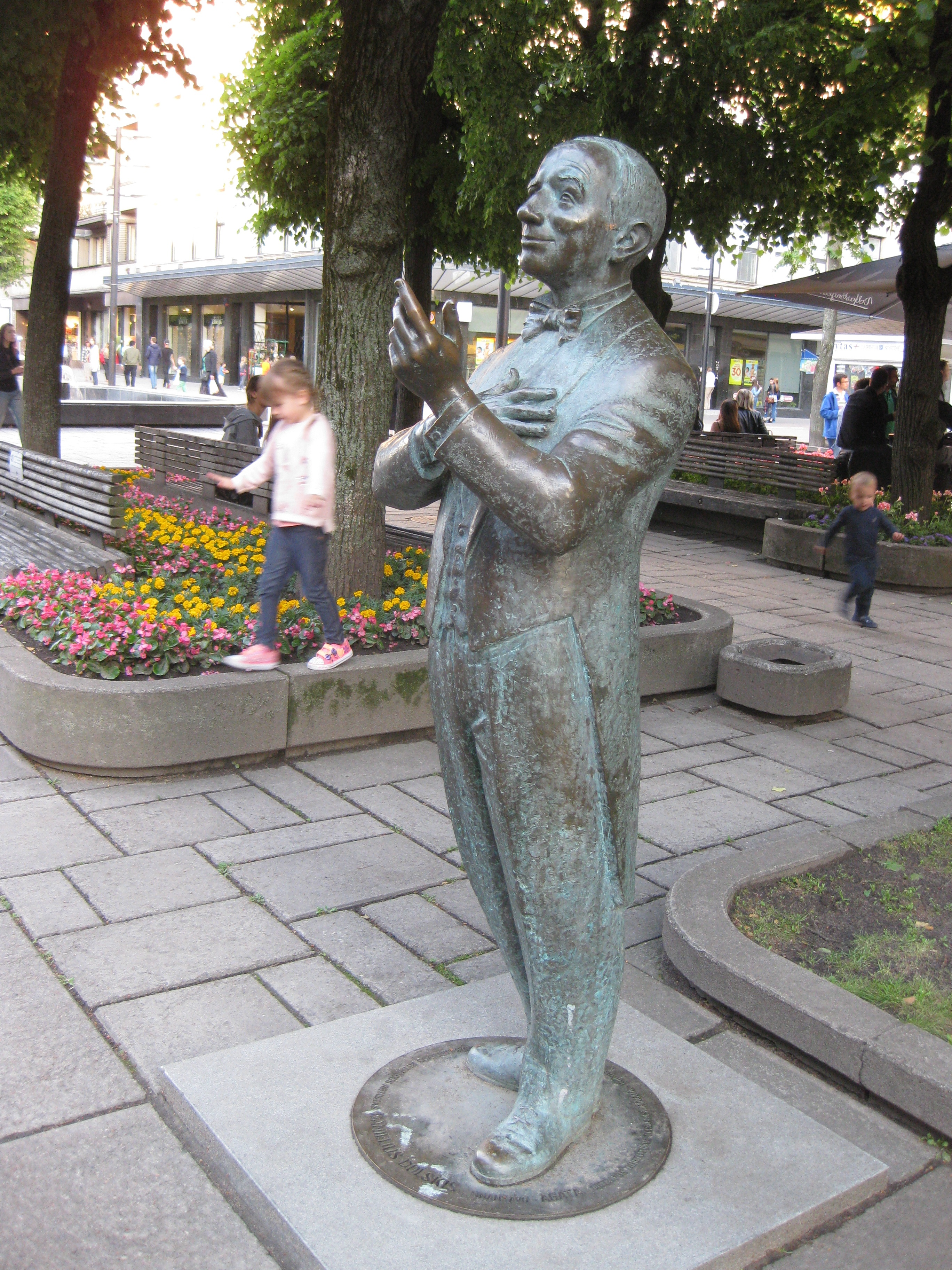
Пам'ятник Д. Дольскісу на алеї Свободи у Каунасі

У 1928 році Дольський знявся в німому кіно «Царський ад'ютант» («Ад'ютант дез Зарен») режисера Володимира Стрижевського, де він зіграв слугу князя Курбського. У 1929 році переїхав до Каунасу. Його пісні «Let Me Man», Литва", «Палангское море», «Я люблю летние васильки», «Elyte, You Love» і багато інших стали класикою литовської попмузики. У пресі тих років сучасники писали: «Кожен вечір збирається повна зала Версаля. […] Насправді це людина неабияких здібностей, вона не лише за пів року досконало вивчила литовську мову, а й створила стихійний жанр литовської двовірша та оповіді, якої ми не мали досі. Що ми могли чути на так званих „малих сценах“ перед Дольським?! Ми слухали програму всіма мовами, тільки не литовською. А якщо литовською, краще не згадувати. А ті литовські артисти, які могли дати щось хороше „маленькій сцені“, не можуть цього зробити, тому що вони всім серцем віддані великій сцені». Він був першим, хто з усіх іноземних артистів, які побували в Каунасі, вирішив вивчити литовську мову, щоб не образити литовську публіку, яка не розуміє російську мову.
В один із зимових вечорів, після виступу у Версальському кафе він зігрівся, а потім випив холодного пива, захворів на пневмонію і через кілька днів помер. Помер 3 грудня 1931 року в Каунасі. Похований на Жалякальницькому єврейському цвинтарі. Місце могили багато років було невідоме. Нині могила Дольскіса внесена до Реєстру культурних цінностей (унікальний код — 24617) і постійно піддається нападам вандалів.

## Творча спадщина
У період з 1929 до 1931 рік твори Даніїла Дольського записували компанії «Homocord» у Берліні та «Columbia» у Лондоні та вийшли на 16 платівках. (Примірники більшої частини таких платівок зберігаються у музичному відділі Каунаської публічної бібліотеки). Серед випущених платівок:

### Сингли
- D. Dolskis — Gegužinė / Su Armonika Į Braziliją // Columbia (1931)[8];
- D. Dolskis ‎- Я Так Сором'язливий, Madame … / Циперович (Військова Сценка) // Columbia (1931)[9];
- D. Dolskis — Lietuvaitė / Leisk Man // Columbia (1931)[10];
- D. Dolskis ‎- Sugrįžk! … / Marytė, Onytė, Katrytė… // Columbia (1931)[11];
- D. Dolskis — Aš Myliu Vasaros Rugiagėles / Palangos Jūroj // Columbia (1931)[12];
- D. Dolskis — Onyte, Einam Su Manim Pašokti / Čigonės Akys // Columbia (1931)[13];
- D. Dolskis — Amerikos Lietuvių Priėmimas Kumpiškiuose / Nuovadoje (Komiškas Vaizdelis) // Columbia (1931)[14];
- Dannil Dolskij — Я Так Застенчивъ, Мадамъ / «Циперовичъ», Військова Сценка // Columbia (1931)[15];
- D. Dolskis — Trečios Klasės Vagone / Nakties Traukinio Kontrolė // Homocord (1933)[16];
- D. Dolskis — Kaimo, Ligoninės Prieškambary / Kaip Mes Su Jonu Operą Žiūrėjom // Homocord (1933)[17];

### Збірники
- D. Dolskis — Šokių Rinkinys XIX // Karvelis — Chicago (1968)[18];
- Danielius Dolskis — Danielius Dolskis // Мелодія (Рига; 1989)[19];
- Danielius Dolskis — Danielius Dolskis // Мелодія (Рига; 1990)[19];
- Danielius Dolskis — Danielius Dolskis // Art & Electronics Lithuania (1992)[20];
- Danielius Dolskis — Danielius Dolskis // Art & Electronics Lithuania (1994)[20];
- Danielius Dolskis — Dainuoja Danielius Dolskis. 1929—1931 Metų Įrašai // Bomba Records Lithuania (2000)[21];
- Various — Legendiniai Mažosios Scenos Artistai XX A. 3-4 Deš. Kaunas = Legendary Musicians Of The Little Stage 1920-1930s Kaunas, Lithuania // (2009)[22].

## Пам'ять
11 листопада 2007 року з ініціативи співака Вітаутаса Кернагіса (1951—2008) на алеї Лайсвес у Каунасі, навпроти ресторану «Метрополіс» було відкрито пам'ятник роботи скульптора Ромаса Квінтаса.